# Палмейрас-ди-Гояс
Палмейрас-ди-Гояс (порт. Palmeiras de Goiás) — муниципалитет в Бразилии, входит в штат Гояс. Составная часть мезорегиона Юг штата Гойас. Входит в экономико-статистический микрорегион Вали-ду-Риу-дус-Бойс. Население составляет 18 699 человек на 2006 год. Занимает площадь 1539,683 км². Плотность населения — 12,1 чел./км².

## История
Город основан 6 июля 1905 года.

## Статистика
- Валовой внутренний продукт на 2003 год составляет 130 025 536,00 реалов (данные: Бразильский институт географии и статистики).
- Валовой внутренний продукт на душу населения на 2003 год составляет 7106,39 реалов (данные: Бразильский институт географии и статистики).
- Индекс развития человеческого потенциала на 2000 год составляет 0,760 (данные: Программа развития ООН).

## География
Климат местности: тропический.